# История русского литературного языка
Исто́рия ру́сского литерату́рного языка́ — формирование и преобразование русского языка, используемого в литературных произведениях.
Старейшие из сохранившихся литературных памятников предка языка (древнерусского языка) датируются XI веком. В XI веке на Руси распространилась церковнославянская письменность, ранее созданная Кириллом и Мефодием. В XVIII—XIX веках этот процесс происходил на фоне противопоставления русского языка, на котором говорил народ, французскому — языку дворян. Классики русской литературы активно исследовали возможности русского языка и были новаторами многих языковых форм. Они подчёркивали богатство русского языка и часто указывали на его преимущества по сравнению с иностранными языками. На почве таких сравнений неоднократно возникали диспуты, например, споры между западниками и славянофилами. Изменение норм русского литературного языка продолжается и в настоящее время.

## Периодизация
В истории русского языка выделяются три периода:
1. Выделение восточнославянского (древнерусского) языка из общеславянской общности и дробление на три отдельных языка (белорусский, русский, украинский) (VI—VII — XIV века).
2. XV—XVII века. Распад единого восточнославянского языка.
3. С XVIII века говор Москвы лёг в основу начавшего формироваться в XVII веке русского национального языка.

Периодизация может выглядеть иначе: древнерусский, общий для русского, белорусского и украинского языков (VI—XIV веков), старорусский или великорусский (XIV—XVII веков) и период национального русского языка (с середины XVII века).

## В Древней Руси
Введение и распространение письменности на Руси, приведшее к созданию древневосточнославянского литературного языка, обычно связывают с общеславянской кириллицей. Церковнославянская письменность, введённая в Моравии Кириллом и Мефодием в 863 году, основывалась на старославянском языке, который, в свою очередь, произошёл от южнославянских диалектов, в частности, македонского диалекта древнеболгарского языка. Литературная деятельность Кирилла и Мефодия состояла в переводе книг Святого Писания Нового и Ветхого заветов. Ученики Кирилла и Мефодия перевели на церковнославянский язык с греческого большое количество религиозных книг. Некоторые исследователи полагают, что Кирилл и Мефодий ввели не кириллицу, а глаголицу; кириллица была разработана их учениками.
Церковнославянский язык был языком книжным, а не разговорным, языком церковной культуры, который распространился среди многих славянских народов. На русской земле переписчики подправляли церковнославянские слова, приближая их к русским. При этом они привносили особенности местных говоров.
По мере распространения церковнославянских религиозных текстов на Руси, постепенно стали появляться и литературные сочинения, которые использовали письменность Кирилла и Мефодия. Первые такие сочинения относятся к концу XI века: «Слово о законе и благодати» (1051), «Поучение Владимира Мономаха» (1096) «Повесть временных лет» (1113), «Сказание о Борисе и Глебе», «Житие Феодосия Печорского», и «Слово о полку Игореве» (1185—1188), причём уже последнее написано с яркими признаками черниговского-курского диалекта, который лёг в основу современного русского языка. Эти произведения написаны языком, который представляет собой смешение церковнославянского языка с условно древнерусским, издревле делившимся на диалектные зоны: юго-западная (киевские и галицко-волынские говоры), западная (смоленские и полоцкие говоры), юго-восточная (рязанские и курско-черниговские говоры), северо-западная (новгородские и псковские говоры), северо-восточная (ростово-суздальские говоры.
В Москве, вокруг которой сосредоточились сначала лишь некоторые северные и среднерусские племена, и в которой в самой, так как она была отдалена от центров своего Владимирского княжества, говорили на черниговско-курском диалекте соседнего заселённого Черниговского княжества, удалось благодаря естественному тяготению других родственных племён к центру, имевшему сначала областной, а потом и государственный характер, объединить всю страну, занятую северной группой и восточной отраслью среднерусской группы диалектов. В самой Москве образовалось новое наречие, совмещавшее особенности черниговско-курского, среднерусских в целом и северных говоров, от среднерусских оно заимствовало гласные (аканье), от северных — согласные (напр., г = лат. g) или в, изменение придыхательного г в родительном падеже местоименного склонения (таво, прастова), отвердение т в третьем лице единственного и множественного числа. Внутри русского языка различают южновеликорусское (южнорусское) наречие, резко отличающееся от северновеликорусского, но связанное самым решительным образом с белорусским языком и волынским диалектом украинского языка. Это прямо указывает на то, что южновеликорусские и белорусские говоры принадлежали ранее к одной диалектической группе, отличавшейся от той, которая соответствовала современному северновеликорусскому наречию.

## Московский письменный язык
В XVI веке осуществилась грамматическая нормализация московского письменного языка, который стал единым общегосударственным языком Русского царства. В связи с великодержавными притязаниями Московского царства на роль Третьего Рима, московский деловой язык с конца XV — начала XVI веков подвергался сознательной архаизации и регламентации по образцу литературного славяно-русского языка (ср., например, преобладание в XVI веке форм местоимений тебѣ, себѣ при господстве народных тобѣ, собѣ в XV веке). В высоком книжно-риторическом стиле образовывались искусственные неологизмы по архаическим моделям, сложные слова (типа великозлобство, зверообразство, властодержавец, женочревство и тому подобное).
Церковно-славянская орфография была кодифицирована в грамматике Л. И. Зизания (1596) и Мелетия Смотрицкого (1619). Столетием позже В. К. Тредиаковский ещё во время учёбы в Славяно-греко-латинской академии обратил внимание на то, что стремление Смотрицкого брать за основу русской грамматики формальные греческие образцы противоречит природе славянской речи. Затем Максим Грек в издании 1648 года придал грамматике Смотрицкого сакральную значимость, что спустя сто лет потребовало переосмысления. До Тредиаковского это начал делать В. Е. Адодуров в своей «Грамматике», написанной в конце 40-х годов XVIII века, и Василий Кириллович его упоминает, хотя и не называя имени как «такова человека, бывшаго некогда при Академии…».
Московский приказный язык, почти свободный от церковнославянизмов, к началу XVII века достиг большого развития. Он применялся не только в государственных и юридических актах, договорах, но на нём велась и почти вся корреспонденция московского правительства и московской интеллигенции, на нём же писались статьи и книги самого разнообразного содержания: своды законов, мемуары, хозяйственные, политические, географические и исторические сочинения, лечебные, поваренные книги.
Юго-западное влияние, исходившее из Речи Посполитой, несло с собою в русскую литературную речь поток европеизмов. В XVII веке возросло влияние латинского языка, который был интернациональным языком науки и культуры (ср. латинизмы в русском языке XVII века — в кругу терминов математики: вертикальный, нумерация, мультипликация, то есть умножение, фигура, пункт, то есть точка, и тому подобное; в географии: глобус, градус и др.; в астрономии: деклинация, минута и другое; в военном деле: дистанция, фортеция; в гражданских науках: инструкция, сентенция, апелляция). Влияние латинского языка отразилось также на синтаксической системе русского языка — на конструкции книжного периода. В роли поставщика европейских научных, юридических, административных, технических и светско-бытовых слов и понятий выступал также польский язык.

## Реформы русского литературного языка XVIII века
В эпоху Петра I процесс переустройства административной системы, реорганизация военно-морского дела, развитие торговли, фабрично-заводских предприятий, освоение разных отраслей техники, роста научного образования сопровождался созданием или заимствованием новой терминологии, вторжением слов голландского, английского, немецкого, французского, польского и итальянского языков (в административной сфере: ранг, патент, штраф, полицмейстер, ордер, камергер, канцлер, арестовать, конфисковать и т. п.; в военном деле: брешь, бастион, гарнизон, пароль, лафет, юнкер, и т. д.). Использовалось также калькирование латинских слов: искусство — experientia; вменение — imputatio; обязательство — obligatio; договоры — pacta; страсть — affectus; отрицательный — negativus и т. п.
По личной инициативе императора, с целью сделать максимально доступными деловые, учебные тексты, тексты прикладного назначения, в 1708 в рамках реформы письменности, был введён гражданский шрифт.
- A-S
- З-P
- C-Ч
- Ш-Ω

Вследствие этого область применения полуустава и церковнославянского языка серьёзно сузилась и ограничилась, в основном, религиозной сферой, что в свою очередь расширило место для народно-разговорной речи. Однако, при этом, церковнославянский язык не утратил свою историко-культурную ценность и выступил в новом литературном языке в новой функции, как источник и арсенал лексико-фразеологических единиц, стилистических средств, использование которых позволяет полноценно выражать отвлеченные понятия, религиозные и философские концепты, культурно-исторические значения. Церковнославянские элементы обеспечивают языку интеллектуальную глубину, высокую духовность, образность, торжественность, силу, умножают «довольство российского слова»
Результатом эпохи Петра I стало явление, получившее  название «стилистическая неупорядоченность», которую создали:
- многочисленные заимствования;
- тенденции разрушения значений и смыслов церковнославянизмов и архаизмов;
- элементы фольклора, просторечные формы, диалектизмы, галантные метафоры, написания, игнорирующие письменные традиции и отражающие живое, иногда диалектное произношение.

Все эти разнородные элементы, использующиеся без какой-либо стилистической направленности, создали картину отсутствия чёткого стилистического размежевания, анархии и беспорядка в языке. Такая же неупорядоченность наблюдалась и в морфологической системе, в которой наряду со старыми и новыми формами в язык проникли народно-разговорные, просторечные формы, не согласованные с литературной нормой.
Для русского литературного языка Петровской эпохи явно проявились следующие тенденции: 1) распад книжного стиля, 2) вовлечение народно-разговорных, просторечных элементов, 3) активизация западноевропейского влияния. Все это обусловило пестроту и неустойчивость нормы, что требовало проведение реформ языка, направленных на его упорядочение, на что ушло 100 последующих лет, оставшаяся часть XVIII века и начальные 30 лет XIX века.
Наиболее важные реформы русского литературного языка и системы стихосложения XVIII века были сделаны М. В. Ломоносовым. В 1739 году он написал «Письмо о правилах российского стихотворства», в котором сформулировал принципы нового стихосложения на русском языке. В полемике с В. К. Тредиаковским он утверждал, что вместо того, чтобы культивировать стихи, написанные по заимствованным из других языков схемам, необходимо использовать возможности русского языка. Ломоносов полагал, что можно писать стихи многими видами стоп — двусложными (ямб и хорей) и трёхсложными (дактиль, анапест и амфибрахий), но считал неправильным заменять стопы на пиррихии и спондеи. Такое новаторство Ломоносова вызвало дискуссию, в которой активно участвовали Тредиаковский и А. П. Сумароков. В 1744 году были изданы три переложения Пс. 143-го псалма, выполненные этими авторами, и читателям было предложено высказаться, который из текстов они считают лучшим.
Известно, однако, высказывание А. С. Пушкина, в котором литературная деятельность Ломоносова не одобряется: «Оды его… утомительны и надуты. Его влияние на словесность было вредное и до сих пор в ней отзывается. Высокопарность, изысканность, отвращение от простоты и точности, отсутствие всякой народности и оригинальности — вот следы, оставленные Ломоносовым». Белинский назвал этот взгляд «удивительно верным, но односторонним». Согласно Белинскому, «во времена Ломоносова нам не нужно было народной поэзии; тогда великий вопрос — быть или не быть — заключался для нас не в народности, а в европеизме… Ломоносов был Петром Великим нашей литературы».
Ломоносов разработал стилистическую систему русского языка эпохи классицизма — теорию трёх стилей (книга «Рассуждение о пользе книг церковных в российском языке»). Он писал:

Как материи, которые словом человеческим изображаются, различествуют по мере разной своей важности, так и российский язык чрез употребление книг церковных по приличности имеет разные степени: высокий, посредственный и низкий. Сие происходит от трёх родов речений российского языка.
К первому причитаются, которые у древних славян и ныне у россиян общеупотребительны, например: бог, слава, рука, ныне, почитаю.
Ко второму принадлежат, кои хотя обще употребляются мало, а особливо в разговорах, однако всем грамотным людям вразумительны, например: отверзаю, господень, насажденный, взываю. Неупотребительные и весьма обветшалые отсюда выключаются, как: обаваю, рясны, овогда, свене и сим подобные.
К третьему роду относятся, которых нет в остатках славенского языка, то есть в церковных книгах, например: говорю, ручей, который, пока, лишь. Выключаются отсюда презренные слова, которых ни в каком штиле употребить непристойно, как только в подлых комедиях.

Ломоносов был также автором первой научной русской грамматики. В этой книге он описал богатства и возможности русского языка. В «Российской грамматике» Ломоносов впервые для русского языка на основе научного подхода более чем 10 лет систематизированного исследования огромного объёма языкового материала обосновал нормативное употребление грамматических форм (включая их орфоэпические варианты) и категорий, а также лексико-фразеологических единиц. Любое речевое явление им рассматривалось с точки зрения смысловой ясности («вразумительности») и актуальности (распространённости) в речевой коммуникации середины XVIII века: «обветшалых», и потому редких в «живом» употреблении, а следовательно, и незнакомых многим слов, речений, грамматических форм, или активно применяемых, современных. Грамматика Ломоносова была издана 14 раз и легла в основу курса русской грамматики А. А. Барсова (1771), который был учеником Ломоносова. В этой книге Ломоносов, в частности, писал: «Карл пятый, римский император, говаривал, что ишпанским с Богом, французским — с друзьями, немецким — с неприятельми, итальянским — с женским полом говорить прилично. Но если бы он российскому языку был искусен, то, конечно, к тому присовокупил бы, что им со всеми оными говорить пристойно, ибо нашёл бы в нём великолепие ишпанского, живость французского, крепость немецкого, нежность италиянского, сверх того богатство и сильную в изображениях краткость греческого и латинского языка». Г. Р. Державин позже высказался похоже: «Славяно-российский язык, по свидетельству самих иностранных эстетиков, не уступает ни в мужестве латинскому, ни в плавности греческому, превосходя все европейские: итальянский, французский и испанский, кольми паче немецкий».
В целом, в отечественной филологической историографии сложилась научно обоснованная оценка основополагающей роли М. В. Ломоносова в формировании русского национального литературного языка (наряду с Н. М. Карамзиным и классиков русской литературы во главе с А. С. Пушкиным).
Ведущие деятели культуры конца XVIII — первой трети XIX веков и авторитетные исследователи истории русского литературного языка оценивают роль Ломоносова как великого реформатора русского языка, определившего пути его развития в статусе языка национального.
Новаторский вклад в развитие литературного языка внёс и В. К. Тредиаковский. Второй раздел его «Разговора об ортографии» (1748) посвящён фонетике, профессор рассуждает о том, каких правил следует придерживаться при формулировании новой, светской орфографии. Г. О. Винокур отметил, что «большинство его положений, касающихся фонетики, оказывается соответствующим действительности, причём надо непременно иметь в виду то, что в установлении этих положений Тредиаковский не имел предшественников и был подлинным пионером науки… Несомненен его научный приоритет в истории русской фонетики по целому ряду пунктов… Тредиаковский предстаёт перед нами как пионер русской фонетики, стоящий намного выше всех своих современников».
По оценке В. В. Виноградова история русского литературного языка в XVIII веке в целом сводится к трём основным взаимосвязанным процессам — к сближению стилей литературного языка с системой разговорного общенародного языка; к устранению жанровой разобщённости трёх стилей языка и к созданию единой литературной нормы языка при многообразии способов её функционального использования; к литературной обработке народного просторечия и формированию устойчивых норм разговорно-литературного речи, к сближению норм живой устно-народной речи с нормами литературного языка.

## XIX век
В 20—30 годах XIX века произошло формирование современного литературного языка, создателем которого признаётся Пушкин, а его произведения считаются вершиной русской литературы, энциклопедией образцов применения русского языка. Однако процесс выработки адекватной оценки роли Пушкина, как создателя современного языка, шёл довольно долго. Он потребовал накопления значительного объёма знаний о фактах и явлениях русского языка времени до Пушкина, эпохи Пушкина и после него, подробного анализа этих фактов, и соответствующего развития лингвистики русского языка, на что потребовалось около 120 лет. Ни в конце XIX века, ни в первое десятилетие XX века об этом речи не было. Даже в начале 40-х годов XX века не все разделяли взгляд на Пушкина, как на основоположника современного русского литературного языка. Окончательным признанием такой роли Пушкина можно считать статью известного исследователя русского языка В. В. Виноградова, которая так и называлась «А. С. Пушкин — основоположник русского литературного языка» (Известия академии наук СССР. Отделение литературы и языка, 1949, том VIII, вып. 3).
Вместе с этим новации А. С. Пушкина в области русского языка вошли в практику по историческим меркам очень быстро. Так, новшества в области морфологии и синтаксиса были зафиксированы А. Х. Востоковым в его ̋Русской грамматике, вышедшей уже в 1831 году и пережившей впоследствии 28 изданий, и сразу стали общеобязательной нормой.
Несмотря на существенные изменения, произошедшие в языке за почти двести лет, прошедшие со времени создания его крупнейших произведений, и явные стилистические различия языка Пушкина и современных писателей, система современного русского языка, его грамматический, фонетический и лексико-фразеологический строй в своём основном ядре остались и продолжают оставаться и развиваться в пределах тех норм, что сформировал Пушкин.
Сам поэт указывал на важную роль Н. М. Карамзина в формировании русского литературного языка, по словам А. С. Пушкина, этот славный историк и литератор «освободил язык от чуждого ига и возвратил ему свободу, обратив его к живым источникам народного слова».
К 1830—1840-м годам аристократическая культура литературного языка, господствовавшая во второй половине XVIII — начале XIX веков, во многом утеряла свой престиж, образовывались новые, более демократические нормы языка. Большое значение для формирования публицистического языка имела работа над философской терминологией в кругах русской интеллигенции, увлекавшейся немецкой философией (ср. возникновение в 1820—1840-х годах таких слов и терминов, представляющих собою кальки соответствующих немецких выражений, как проявление, образование, односторонний, мировоззрение, целостность, последовательный, последовательность, обособление, целесообразный, самоопределение).
Развитие русского языка во второй половине XIX века происходило в основном под все расширявшимся влиянием научной и газетно-публицистической прозы. К середине XIX века относится образование таких слов, как бесправие, бесправный, крепостник, крепостничество, собственник, самодеятельность, самообладание, самоуправление, направление, содержательный, бессодержательность, впечатлительный, впечатлительность, выразительный. В литературную речь второй половины XIX — начале XX веков вошло множество слов и понятий из области разных наук и специальностей, приобретя в общем языке новые значения (привести к одному знаменателю; центр тяжести; отрицательная величина; по наклонной плоскости; вступить в новый фазис; достигнуть апогея).

## XX век
В XX веке происходило расширение социальной базы носителей литературного языка, росло влияние средств массовой информации (пресса, радио, телевидение). Особенно сильные изменения претерпел словарный состав, что вызвано как общественно-политическими преобразованиями, так и всё возрастающим влиянием научно-технической революции на литературный и разговорный язык.
Подготавливаются четыре орфографические реформы (1917—1918, 1930, 1956, 1964), две из них (1917—1918 и 1956 годов) оказываются успешны. Первоначально поддерживаемая большевиками идея перевода русского языка на латинский алфавит не оказывается реализована из-за личного вмешательства И. В. Сталина.
Процесс глобализации конца XX — начала XXI веков обогатил русский язык огромным количеством заимствований (в основном из английского языка) в профессиональной, технической лексике, языке интернет-коммуникации, политике, СМИ, медицине и прочих сферах жизни современного общества.